# Rubino Rubini
Rubino Rubini (Torino, 2 febbraio 1953 – Roma, 26 settembre 2011) è stato un regista teatrale e cinematografico, produttore di documentari d’arte ed industriali e direttore di festival di documentari italiano.

## Biografia
Nel 1972 si diploma al corso triennale di regia teatrale presso il Teatro Stabile di Torino. Nel 1980 produce e dirige per la Cooperativa Bloom il film Grottesco con Roberto Herlitzka.
Tra il 1980 e il 1989 fonda prima la società Dedalus e poi la Film & Suono e Sportfest, con le quali collabora con il CONI, realizzando decine di documentari su varie discipline sportive oltre a multivisioni ed audiovisivi sulla partecipazione italiana a varie Olimpiadi. Produce e dirige Oro azzurro, un documentario storico su tutte le medaglie olimpiche vinte dagli atleti italiani sino all'Olimpiade di Seoul del 1988. Con le multivisioni sperimenta per primo un sistema di proiezioni video su più schermi di grandissime dimensioni. Gestisce lo spazio cinematografico estivo presso il Foro Italico ed il Teatro Olimpico con varie rassegne: “Il cinema e il corpo”, ecc.
Tra il 1989 e il 1992 è il responsabile della comunicazione esterna presso l'ANCE (Associazione Nazionale Costruttori Edili). Produce e dirige 11 puntate di Intervista all'edilizia per la Rai.
Dal 1990 al 2011 si è occupato di documentaristica industriale soprattutto in ambito internazionale dirigendo e producendo oltre 100 documentari realizzati in tutto il mondo oltre a produrre e dirigere vari programmi e documentari d'arte e cultura attraverso l'associazione culturale senza scopo di lucro Doc Fest (di cui è stato il direttore artistico).
Stava ultimando il documentario istituzionale Casa Automobilistica Ferrari Orme rosse (coproduzione dell'Istituto Luce, Cinecittà Holding, Ferrari Auto, Ferrari Corse).
È deceduto a Roma all'Ospedale Fatebenefratelli, all'età di 58 anni, il 26 settembre 2011 in seguito ad un'emorragia cerebrale.

## Filmografia

### Documentari industriali
Dal 1990 al 2001:
- Nuova sede Alitalia - Italia
- Sudan, africa - Sudan
- Work in progress - Sierra Leone
- Treno alta velocità - Italia
- La diga di Bumbuna - Sierra Leone
- Il 2° ponte sul Bosforo - Turchia
- L'impianto elettrico di Matmata - Marocco
- Zhovhe dam - Zimbabwe
- Matsoku diversion tunnel Lesotho
- Wasagu-ribah road - Nigeria
- La diga di concepcion - Honduras
- Ferrovia del tuy - Venezuela
- Acueducto oriental - Santo Domingo
- Impianto idroelettrico di Yacyreta' - Argentina
- Stabilimento Fiat - Argentina
- Autopista del sol - Argentina
- Puentes Sao Tome'- Sao Borja Argentina - Brasile
- Aeroporto Ushauia Patagonia - Argentina
- La diga di Ertan - Cina
- La diga di Xiaolangdi - Cina
- Yellow river diversion - Cina
- Natpha Jhakri hydroelectric plant - India
- Ghazi Barotha hydroelectric plant - Pakistan
- Kali Gandaki hydroelectric plant -  Nepal
- La moschea di Abu Dhabi - Emirati Arabi

### Trasmissioni televisive e documentari d'arte

#### Dal 1988 al 2002
In collaborazione con Vittorio Gassman:
- Ulisse e la balena bianca (3 puntate, Rai 1)
- Gassman legge Dante (40 puntate, Rai 1)
- Gassman incontra Dante (4 special, Rai 1)
- Cammin leggendo (10 puntate, Rai 1)
- Lui (monografia, Canale 5)
- Il mattatore (5 puntate, Canale 5)
- L'amor che move il sole e l'altre stelle (Società Dante Alighieri)

- Intervista all'edilizia (11 puntate, Rai)
- Videoantologia della poesia italiana (35 puntate, San Paolo audiovisivi)
- Monografia su Alberto Burri (Rai Videosapere)
- Monografia su Roberto Capucci (Rai Videosapere con il contributo di Media/documentare)
- Viaggio in Italia (10 puntate, Rai Videosapere)
- Italia (6 filmati monografici sul cibo, Rai Corporation U.S.A.)
- Prometeo costruttore - archeologia industriale (10 puntate, Confindustria/Ance/Rai 3)
- Supporti audiovisivi alla mostra “Italia”
- Metamorphosis (Guggenheim Museum New York U.S.A.)
- Icone dalle terre russe (Banco Ambrosiano Veneto)
- Roma, anni santi e giubilei nelle fotografie Alinari (Fratelli Alinari)
- Avaton (Swatch)
- Il cinturino di Arnaldo Pomodoro (Swatch – Guggenheim New York/Venezia)
- Italiani strana gente (7 puntate, Rai International)
- Le parole e i giorni, con G. Lavia, T. Solenghi, E. Pagni e S. Castellitto (7 puntate in collaborazione con il Teatro Stabile di Genova)
- Identità del Novecento, con M. Dapporto, M. Ghini, O. Antonutti, V. Moriconi (5 puntate in collaborazione con il Teatro Stabile di Genova)
- Il genio di Roma, documentario su Caravaggio, con Gigi Proietti (Rai 3)
- Galleria Borghese (documentario per Rai)
- Il museo di Capodimonte (documentario per Rai Educational)
- Dirige due documentari sulla costituzione europea per la u.e. (Rai Educational)
- Il palazzo e la galleria Spada, (documentario per Rai Educational trasmesso da Magazzini Einstein)

### Produzioni 2008/2009
- Un filmato istituzionale sulla città di Milano “Stramilano”
- Il primo documentario realizzato con la tecnologia 4 k: “Il Duomo di Milano”
- La versione definitiva del documentario Istituzionale della Ferrari “Orme Rosse” per l'Istituto Luce
- Il documentario “Villa Planchart” di Giò Ponti a Caracas
- Sovrintende alla produzione di 40 puntate di Arte Zip – minidocumentari d'arte a cura di Tommaso Strinati
- Dirige due film per l'Iraq: “Antichi Canti” e “Un film per l'Iraq” per il Ministero degli Affari Esteri

- Tre documentari sulle ferrovie/ metropolitane di Caracas
- Un film sulla cultura e l'ambiente di Cuenca (Ecuador) e sulla diga di Mazar.
- Documentari industriali su: Bujagali Hydropower Project - Uganda
- Beles Multipurpose Project - Etiopia
- Gibe II Hydroelectric Project- Etiopia
- Gibe III Hydroelectric Project- Etiopia
- La diga di Bumbuna- Sierra Leone
- Beles Hydroelectric Project- Etiopia
- La diga di Mazar- Ecuador
- Hoover dam Hydroelectric Project - Las Vegas USA
- Sheikh Zayed Road - Dubai Emirati Arabi Uniti
- Project 800/6 - Dubai Emirati Arabi Uniti
- Miles '91 Reabilitation Road - Sierra Leone
- Metropolitana di Roma Linea B1
- Desalination Unit - Abu Dhabi Emirati Arabi Uniti e Qatar

| Controllo di autorità | VIAF (EN) 90356242 · ISNI (EN) 0000 0000 6210 4623 · SBN SBNV011584 · LCCN (EN) no2007110190 |